# Nychogomphus lui
Nychogomphus lui là loài chuồn chuồn trong họ Gomphidae. Loài này được Zhou, Zhou & Li mô tả khoa học đầu tiên năm 2005.